# Kwang jezik
Kwang jezik (ISO 639-3: kvi; kouang, kuang, kwong), afrazijski jezik istočnočadske skupine, kojim govori 16 800 ljudi (1993 census) u čadskoj regiji Tandjilé, na području departmana Tandjilé Est. Ima nekoliko dijalekata među kojima su govornici bilingualni i na drugim jezicima. 
Kwang pripada s kera jezikom podskupini kwang-kera. Dijalekti: kwang, mobou (mobu), ngam (gam, modgel), tchagin (tchakin), aloa, kawalké, gaya, mindéra. Dijalekt ngam ne smije se brkati s jezikom ngam [nmc] koji pripada nilsko-saharskoj skupini sara. Aloa govornici dvojezični su u bagirmi jeziku [bmi], a Ngam u jeziku kaba [ksp].
Ne smije se brkatti s jezikom kwanga iz skupine nukuma, s Papue Nove Gvineje.

## Vanjske poveznice
- Ethnologue (14th)
- Ethnologue (15th)